# Leadville
Leadville è un centro abitato (city) degli Stati Uniti d'America, capoluogo di contea della Contea di Lake dello Stato del Colorado. Nel censimento del 2000 la popolazione era di 2 688 abitanti.

## Storia
La zona di Leadville fu abitata inizialmente dai cercatori d'oro nel 1859, all'inizio della corsa all'oro nel Colorado. Entro il 1860, una città, Oro City, si formò circa un miglio dall'attuale Leadville e la sua popolazione raggiunse i 5 000 abitanti, ma il boom fu breve, poiché l'oro, cercato lungo il letto di un fiume, si esaurì presto e Oro non divenne mai una città vera e propria.
I primi minatori avevano notato che le loro ricerche erano ostacolate da una sabbia pesante e scura nelle loro casse di setacciamento e nel 1874 si scoprì che questa sabbia pesante era composta di un minerale di piombo, la cerussite, che aveva anche un elevato contenuto di argento. I minatori ne seguirono le tracce e ne trovarono l'origine nel territorio dell'attuale Leadville, così che nel 1876 fu rinvenuta la vena madre del minerale.
Horace Tabor, che diverrà noto come il "Re dell'argento di Leadville" e la sua consorte Augusta, furono tra i primi cercatori a giungere in Oro City. Tabor tentava la fortuna cercando oro, mentre la moglie lavorava al campo come cuoca, lavandaia, cassiera e postina.

### Fondazione di Leadville
Leadville fu fondata nel 1877 dai proprietari di miniera Horace Tabor e August Meyer all'inizio del boom dell'argento nel Colorado. La città fu costruita sulla piana desolata sotto la linea degli alberi. I primi minatori vivevano in accampamenti di tende vicino ai giacimenti di argento nella valle del fiume California. Inizialmente l'insediamento fu chiamato Slabtown, ma presto i residenti fecero richiesta di un ufficio postale e fu scelto il nome di Leadville. Nel 1880 la nuova città di Tabor e Meyer aveva l'illuminazione a gas, condotte di acqua e 28 miglia di sviluppo di strade, cinque chiese, tre ospedali, sei banche e una scuola per 1100 scolari. Molti edifici per uffici furono costruiti con mattoni trasportati da vagoni.
Il primo giornale della città fu The Reveille, un settimanale repubblicano, nato nel 1878.

## Geografia fisica
Secondo i rilevamenti dell'United States Census Bureau, Leadville si estende su una superficie di 2,7 km². Leadville è la città alla maggiore altitudine (3094 m) di tutti gli Stati Uniti.

## Sport
A Leadville si tiene ogni anno una delle più importanti e antiche ultramaratone del pianeta la Leadville Trail 100. Si tratta di una gara di corsa di 100 miglia (160 km) sui sentieri e sulle strade sterrate di Leadville con alcune ripide salite, ogni anno atleti da tutto il paese vengono in città per parteciparvi.
A Leadville si tiene ogni anno un'importante competizione di skijöring a cavallo.